# Koninklijke Nederlandse Vereniging van Informatieprofessionals

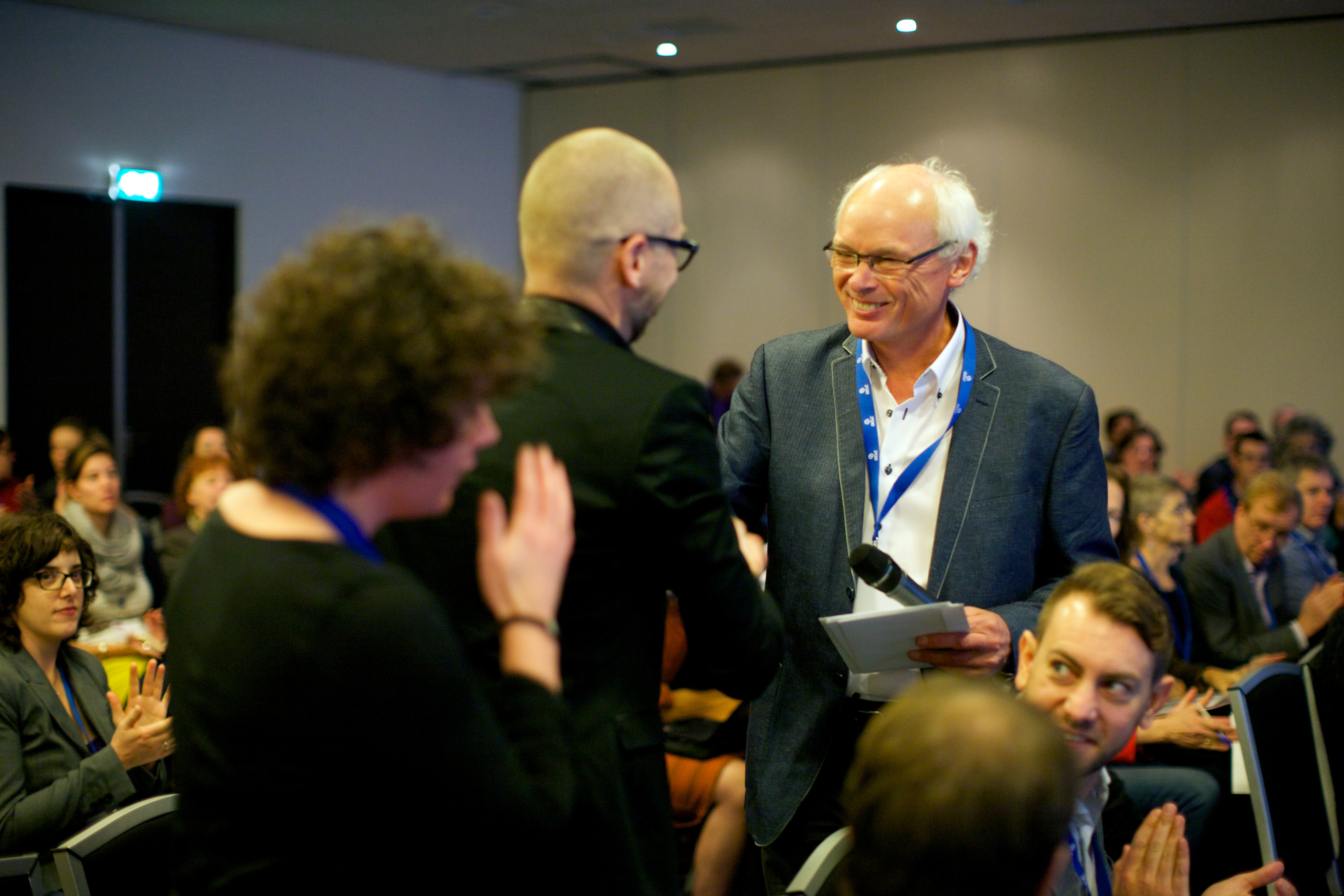
KNVI-congres 2013

De Koninklijke Nederlandse Vereniging van Informatieprofessionals (KNVI), is een Nederlandse beroepsvereniging voor professionals in de informatievoorziening en -beheer. De vereniging werd in 1912 opgericht als de 'Vereniging van Bibliothecarissen' en stond tot 2012 bekend onder de naam 'Nederlandse Vereniging voor Beroepsbeoefenaren in de bibliotheek-, informatie- en kennissector' (NVB). 

## Geschiedenis
De NVB werd opgericht door onder anderen Tietse Pieter Sevensma, die ook voorzitter was tot 1923. Latere NVB-voorzitters zijn onder meer Kees Klijs en Bas Savenije. Van 2010 tot eind 2016 was Michel Wesseling voorzitter. Ter gelegenheid van het honderdjarig bestaan in 2012 verkreeg de vereniging  het predicaat Koninklijk.
Met het woord koninklijke ervoor zou de afkorting van de naam (NVB) verwarring kunnen geven met de Koninklijke Nederlandse Voetbalbond (KNVB). Mede daarom werd besloten tot naamsverandering. De officiële naam werd per maart 2013 'Koninklijke Nederlandse Vereniging van Informatieprofessionals' (KNVI).
Na de fusie tussen de KNVI en Ngi-NGN ontstond begin 2017 een duo-voorzitterschap: Paul Baak en Wouter Bronsgeest. 

## Organisatie
Op 1 januari 2017 fuseerde de KNVI met de beroepsvereniging voor ICT-professionals en -managers Ngi-NGN en de vakvereniging voor documentaire informatievoorziening SOD. De naam wijzigde niet. Met de fusie is een brede beroepsvereniging ontstaan die leden op het gebied van informatievoorziening en informatiebeheer verenigt en vertegenwoordigt. De KNVI organiseert jaarlijks landelijke en regionale evenementen met betrekking tot het vakgebied.
Regio’s van de vereniging groeperen leden in gebieden waar ze werken en/of wonen. Doel is bevordering van onderling contact en uitwisseling van ideeën en ervaringen. Afdelingen werken in hoge mate zelfstandig binnen de vereniging en beschikken over een eigen bestuur, verantwoordelijkheid en bestuursplan. Special interest groups houden zich bezig met een specifieke onderdelen van het informatica-werkterrein. Regelmatig zijn er initiatieven om actuele IT- en informatie-ontwikkelingen te stimuleren.